# Східний статистичний регіон
Східний регіон (мак. Источен регион) — один з восьми регіонів Північної Македонії. Розташований на сході країни. Адміністративний центр — місто Штип.

## Населення
Згідно з даними перепису станом на 2002 рік в регіоні проживало 181 858 осіб, з яких македонці — 92,77%, цигани — 3,4%, турки — 1,29%, арумуни — 1,23%, інші — 1,28%.

## Адміністративний поділ
Регіон адміністративно поділяється на 11 общин:
| Община               | Центр                      | Площа, км² | Населення, (перепис 2002) | Герб | Прапор | Карта |
| -------------------- | -------------------------- | ---------- | ------------------------- | ---- | ------ | ----- |
| Берово               | місто Берово               | 598,07     | 13 941                    |      |        |       |
| Виница               | місто Виниця               | 432,67     | 19 938                    |      |        |       |
| Делчево              | місто Делчево              | 423        | 17 713                    |      |        |       |
| Зрновці              | село Зрновці               | 55,82      | 3 264                     |      |        |       |
| Карбинці             | село Карбинці              | 229,7      | 4 012                     |      |        |       |
| Кочани               | місто Кочани               | 360,36     | 38 092                    |      |        |       |
| Македонська-Камениця | місто Македонська-Камениця | 190,37     | 8 110                     |      |        |       |
| Пехчево              | місто Пехчево              | 208,2      | 5 517                     |      |        |       |
| Пробиштип            | місто Пробиштип            | 325,57     | 16 193                    |      |        |       |
| Чешиново-Облешево    | село Чешиново-Облешево     | 132,2      | 7 490                     |      |        |       |
| Штип                 | місто Штип                 | 583,24     | 47 796                    |      |        |       |

## Населені пункти
| №  | Місто                | Населення |
| -- | -------------------- | --------- |
| 1  | Штип                 | 40.016    |
| 2  | Кочани               | 28.330    |
| 3  | Пробиштип            | 12.765    |
| 4  | Делчево              | 11.500    |
| 5  | Виница               | 10.803    |
| 6  | Берово               | 7.002     |
| 7  | Македонська-Камениця | 5.147     |
| 8  | Пехчево              | 3.237     |
| 9  | Зрновці              | 2.278     |
| 10 | Облешево             | 1.131     |